# Plaza Miserere (metropolitana di Buenos Aires)
Plaza Miserere è una stazione della linea A della metropolitana di Buenos Aires.
Si trova sotto all'avenida Rivadavia, in corrispondenza di Plaza Miserere, nel barrio Balvanera.
È un'importante stazione di scambio e permette l'accesso alla stazione Once - 30 de Diciembre della linea H e alla stazione di Once.

## Storia
La stazione è stata inaugurata il 1º dicembre 1913 con il primo tratto della linea.
Nel 1997 la stazione è stata dichiarata monumento storico nazionale.

## Interscambi
Nelle vicinanze della stazione effettuano fermata diverse linee di autobus urbani ed interurbani.
- Stazione ferroviaria (Stazione di Once)
- Fermata metropolitana (Once - 30 de Diciembre, linea H)
- Fermata autobus

## Servizi
La stazione dispone di:
- Biglietteria a sportello
- Biglietteria automatica